# Anna Wilding
Pour les articles homonymes, voir Wilding.
Anna Wilding, née le 18 novembre 1969 sur l'île du Sud, en Nouvelle-Zélande, est une réalisatrice, productrice et photographe américano-néo-zélandaise.

## Biographie
Son grand-oncle Anthony Wilding, n°1 mondial de tennis pendant plusieurs années, fut tué au combat pendant la Première Guerre mondiale,,,. puis aux États-Unis à l'âge de 19 ans pour poursuivre une carrière d'actrice,,.[incompréhensible]

### Carrière
Anna Wilding a interprété un rôle dans un épisode de la célèbre série télévisée néo-zélandaise Shortland Street en 1992.
Anna Wilding a réalisé et coproduit nombre de clips vidéo  pour des groupes de rock, notamment les Moana et les Moahunters, David Parker, entre autres,.
En 2006, Anna Wilding a écrit, réalisé, produit et est apparue dans le film documentaire Buddha Wild: Monk in a Hut, qui mettait en scène la vie de moines bouddhistes thaïlandais et sri-lankais. Le film a été diffusé sur dans nombre de festivals et a nommé un prix lors des KIDS FIRST! Film Festival,,.
Anna Wilding a également produit et réalisé le film Pop Culture Punk Art, qui a été diffusé dans plusieurs festivals de films, et Faultline, un documentaire sur le tremblement de terre de Christchurch en 2011.
Anna Wilding a fondé Moving Horse Pictures et Carpe Diem Films, des sociétés de production indépendantes.
En plus d'une carrière cinématographique, Wilding a été correspondante, présentatrice TV et photographe à la Maison-Blanche pendant l'administration Obama entre 2015 et 2017,. En 2019, l'exposition solo de la photographe Anna Wilding, Celebrate Hope, est en tournée nationale aux États-Unis. Elle présente de rares photographies de Barack Obama et de sa famille sous la présidence Obama.
Elle a créé une exposition solo de photos Celebrate Hope: the Obama Collection. Cette exposition itinérante s’est produite au Palos Verdes Art Center, à la Perfect Exposure Gallery de l'Alhambra, en Californie et dans plusieurs autres endroits aux USA,,. Anna Wilding a également exposé ses œuvres dans une exposition regroupant plusieurs artistes tels que Nick Ut et Douglas Kirkland à la galerie Leica.
Elle s’est exprimée sur l'affaire Harvey Weinstein, affirmant qu'elle avait, elle aussi, été victime de harcèlement regrettable de la part d’Harvey Weinstein,.

### Vie privée
En 2014, Anna Wilding a épousé un architecte en restauration Américain à Christchurch.
Anna Wilding se consacre à la recherche et à la protection de l'héritage de son grand-oncle Anthony Wilding. Elle a notamment effectué un périple en France afin de retrouver la tombe perdue d'Anthony Wilding. Les recherches d'Anna Wilding ont été documentées dans un reportage publié à Londres et en Italie par le journaliste sportif italien Stefano Semeraro,,.

## Filmographie
- 1992 : Shortland Street (série TV)
- 2005 : Moana and the Moa Hunters- Rebel in Me (réalisatrice et scénariste)
- 2006 : Buddha Wild: Monk in a Hut (documentaire - réalisatrice, scénariste et productrice)
- 2010 : Pop Culture Punk Art : The Art of Russell Young (court-métrage - actrice, réalisatrice, scénariste et productrice)
- 2012 : Faultline (documentaire - réalisatrice, scénariste et productrice)
- 2014 : The Open Road 4300 Miles (actrice, réalisatrice, scénariste et productrice)